# یواس‌اس اتانزیا (ای‌اف-۴۱)
یواس‌اس اتانزیا (ای‌اف-۴۱) (به انگلیسی: USS Athanasia (AF-41)) یک کشتی بود که طول آن ۳۳۸ فوت (۱۰۳ متر) بود. این کشتی در سال ۱۹۴۴ ساخته شد.